# Ignace Heinrich
Ignace Heinrich (Francia, 31 de julio de 1925-9 de enero de 2003) fue un atleta francés, especialista en la prueba de decatlón en la que llegó a ser subcampeón olímpico en 1948.

## Carrera deportiva
En los JJ. OO. de Londres 1948 ganó la medalla de plata en la competición de decatlón, consiguiendo 6974 puntos, quedando en el podio tras el estadounidense Bob Mathias y por delante de otro estadounidense Floyd Simmons (bronce).
| Predecesor: Jean Séphériadès Londres 1948 | Abanderado de Francia en los JJ. OO. de verano Helsinki 1952 | Sucesor: Jean Debuf Melbourne 1956 |